# Бунёдкор (стадіон)
«Бунёдкор» (узб. «Bunyodkor» stadioni) — футбольний стадіон у місті Ташкенті — столиці Узбекистану. Розташований у Чиланзарському районі міста, на проспекті Буньодкор. Вміщує 34 000 глядачів, ставши тим самим другим за місткістю стадіоном Узбекистану після стадіону «Пахтакор» (35 000). Є домашньою ареною національної збірної Узбекистану і футбольного клубу «Буньодкор».
З моменту свого відкриття у вересні 2012 року і до червня 2018 року стадіон мав назву «Буньодкор». У червні 2018 року перейменований на «Міллій», що в перекладі з узбецької мови означає «Національний», тобто «Національний стадіон».

## історія

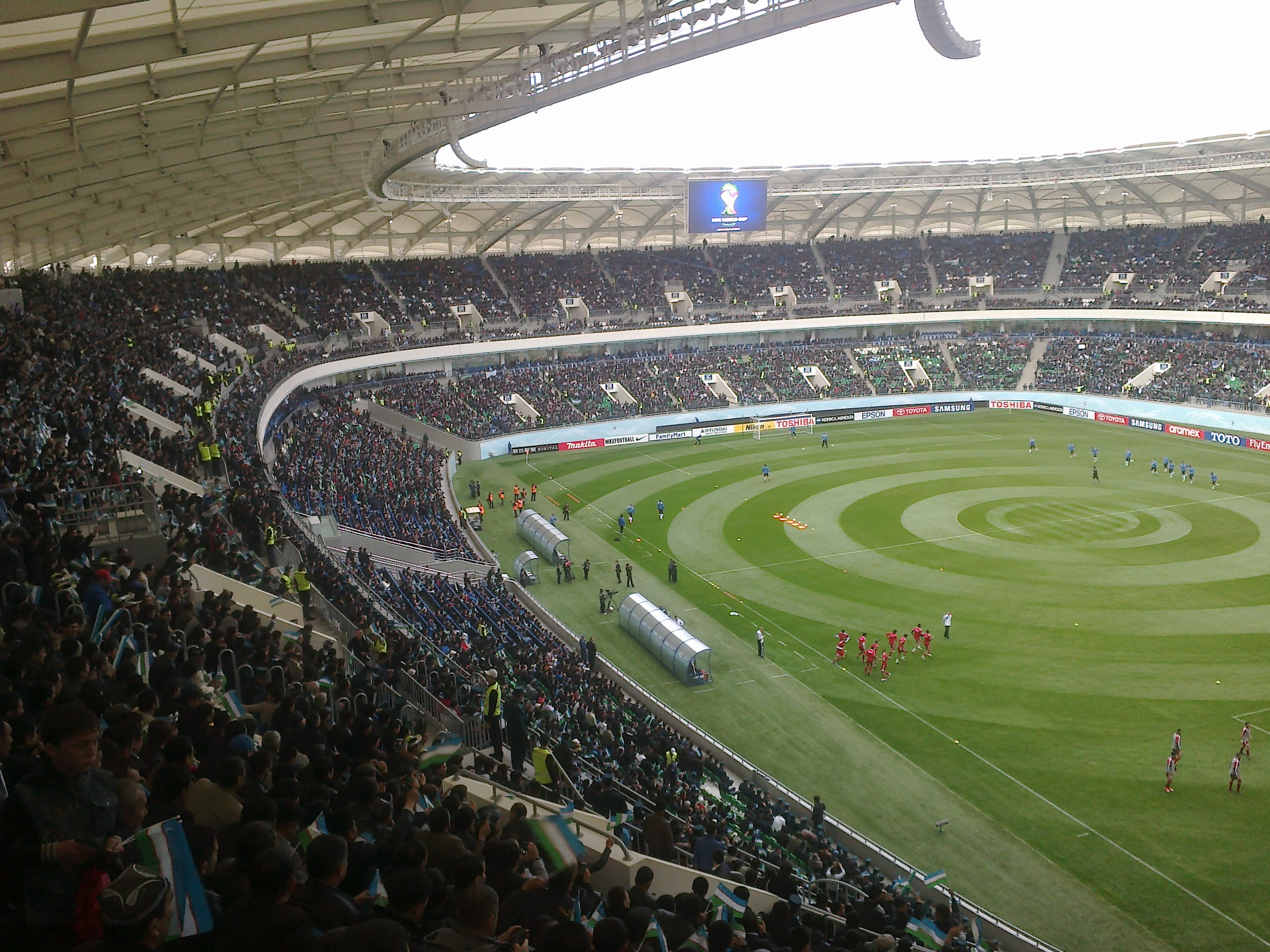

Будівництво стадіону почали у 2009 році, на місці знесеного стадіону «МХСК», який вміщував 16,500 глядачів. У закладці першого фундаменту стадіону брали участь тодішній президент іспанського футбольного клубу «Барселона» Жоан Лапорта і президент Федерації футболу Узбекистану — Міраброр Усманов. Будівництво стадіону завершилося в серпні 2012 року.
Стадіон урочисто відкрили 28 вересня 2012 року за участю першого президента Республіки Узбекистан Іслама Карімова, а також повного вболівальниками і глядачами стадіону. Урочисте відкриття стадіону супроводжували пісні відомих співаків узбецької естради, також провели товариський матч між ташкентськими футбольними клубами «Буньодкор» і «Пахтакор». Відкриття стадіону приурочили до 100-річчя футболу Узбекистану.
Перший офіційний матч на стадіоні «Буньодкор» було зіграно 26 березня 2013 року у матчі між національними збірними Узбекистану та Лівану в рамках кваліфікації на Чемпіонат світу 2014, в якому перемогу здобула збірна Узбекистану з рахунком 1:0. Згодом стадіон «Буньодкор» став основним домашнім стадіоном для національної збірної Узбекистану. До цього основним домашнім стадіоном національної збірної країни був інший ташкентський стадіон — «Пахтакор».
11 червня 2018 року за рішенням виконкому ФАУ змінив назву на «Міллій» (Національний).

## Опис

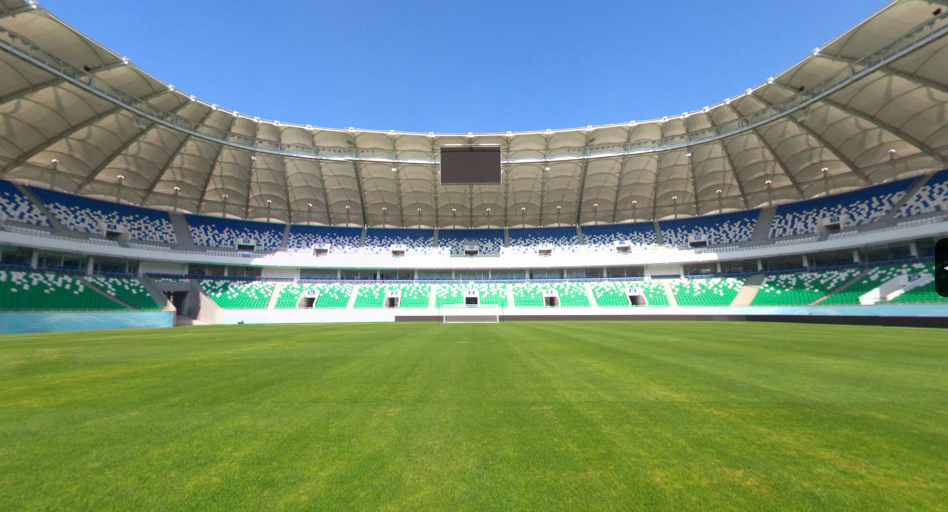

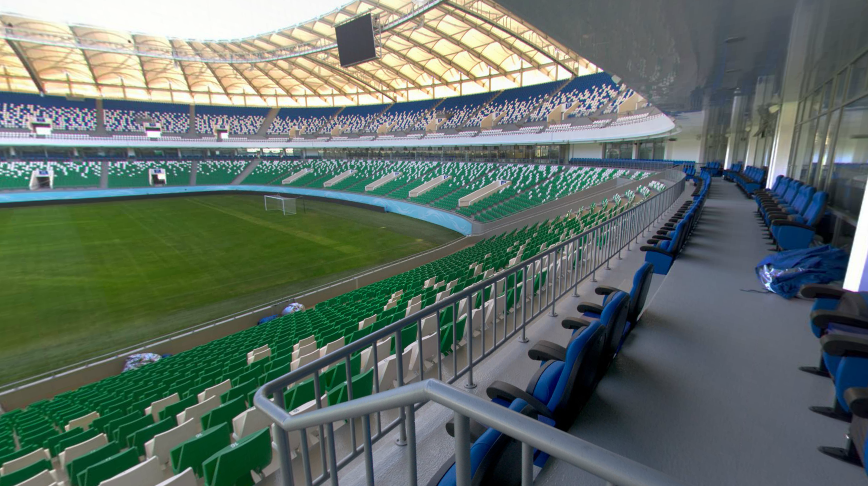

Стадіон розташований в Чиланзарському районі міста Ташкента, на проспекті Буньодкор. Вміщає в себе 34,000 глядачів, має два яруси (поверхи) і більше 50 секторів. Є VIP (близько 50 місць/кабін) і CIP (700 місць) ложі. Є кілька десятків місць для інвалідів на візках. У стадіоні розташовані ресторан і кафе-бари, заклади Фаст фуду, туалети, Фітнес-клуби, та інші об'єкти і точки.
Є два великих монітора, сучасна система освітлення — 3000 люкс, сучасна аудіосистема, чотири роздягальні для футболістів та членів команд, конференц-зал та інші допоміжні кімнати і приміщення. Під стадіоном є автомобільна стоянка на 350 місць. Також на території стадіону знаходиться «Музей історії футболу Узбекистану», в якому представлені у тому числі трофеї футбольного клубу «Буньодкор», а також інші об'єкти, фотографії та експонати про футбол Узбекистану. Поле стадіону відповідає сучасним світовим стандартам. Розміри поля — 105 на 68 метрів. Є дренаж і підігрів поля.
Комплекс стадіону «Міллій» займає 37 гектарів землі, і крім основного стадіону, має ще сім сучасних полів. Також на території комплексу знаходяться дитячо-юнацька футбольна школа, басейн та інші спортивні споруди, а також інші об'єкти інфраструктури. У вечірній час фасад стадіону підсвічується освітлювальною системою, названою «Полум'я Сходу».